# (21965) Dones
(21965) Dones est un astéroïde de la ceinture principale.

## Description
(21965) Dones est un astéroïde de la ceinture principale. Il fut découvert le 13 novembre 1999 à la station Anderson Mesa par le programme LONEOS. Il présente une orbite caractérisée par un demi-grand axe de 2,96 UA, une excentricité de 0,09 et une inclinaison de 10,3° par rapport à l'écliptique.

## Compléments